# Lista de Capitães China
Esta é uma lista de indivíduos que ocuparam o cargo de Capitão China, uma posição do governo que existia na Indonésia colonial, Malásia e Cingapura. O cargo vinha com graus de poder muito variados, dependendo das circunstâncias históricas e locais: da autoridade quase soberana com poderes legais, políticos e militares até um título honorário de líder comunitário.

## Capitães China em Hirado, Japão
- Capitão Cina Li Dan

## Capitães China em Jakarta, Indonésia[1]
- Tan Eng Goan (1802—1872)
- Tan Tjoen Tiat (1816–1880)
- Lie Tjoe Hong (1846–1896)
- Tio Tek Ho (1857-1908)
- Khouw Kim An (1875–1945)

### Chefes dos chineses da Batávia (atual Jacarta)[2]
- 1619-1636: Capitão Souw Beng Kong (anteriormente Capitão China de Banten)
- 1636-1645: Capitão Lim Lak Ko
- 1645-1663: Capitão Phoa Beng Gan
- 1663-1666: Capitão Gan Djie
- 1666-1678: Capitão Nyai Gan Djie
- 1678-1685: Capitão Tjoa Hoan Giok
- 1736-1740: Capitão Nie Hoe Kong
- 1791-1800: Capitão Oey Bian Kong
- 1800-1809: Capitão Gouw Tjang Sie
- 1809-1812: Capitão Tan Peng Long
- 1811-1817: Capitão Tan Jap Long
- 1817-1822: Capitão Lie Tiauw Ko
- 1822-1829: Capitão Ko Tian Tjong
- 1829-1865: Major Tan Eng Goan
- 1865-1879: Major Tan Tjoen Tiat
- 1879-1895: Major Lie Tjoe Hong
- 1896-1907: Major Tio Tek Ho
- 1910–1945: Major Khouw Kim An
- Tenente Souw Tok Soen
- Tenente Souw Sioe Tjong
- Tenente Souw Sioe Keng

### Chefes dos chineses de Buitenzorg (atualmente Bogor), residência da Batávia
- Capitão Tan Oe Ko (1829-1860)
- Capitão Tan Soey Tiong (1860-1866)
- Capitão  Phoa Tjeng Tjoan (1866-1878)
- Capitão Tan Kong Tjan (1869-1882)
- Capitão Tan Goan Piauw (1878-1883)
- Tenente Thio Tian Soe (1869-1879)
- Tenente Tan Keng Boen (1878-1879)
- Capitão Tan Goan Pouw (1883-1891)
- Tenente Thio Sian Lok (1879-1886)
- Tenente Thio Sian Tjiang (1883-1886)
- Tenente Khouw Oen Tek (1886-1889)
- Capitão Khouw Kim Tjiang (1891-1902)
- Tenente Tan Tjoen Hong (1891-1893)
- Tenente Tan Tjoen Kiat (1892-1898)
- Tenente Tan Tjoen Kie (1893-1895)
- Capitão Oey Ban Tjie (1903-1911)
- Tenente Thung Tjoen Ho (1895-1911)
- Tenente Thung Tjeng Ho (1910-1913)
- Capitão Tan Tjoen Tjiang (1912-1913)
- Tenente Lie Tjoe Tjin (1911-1913)
- Tenente Lie Beng Hok (1912-1913)
- Tenente Tan Hong Joe (1913-1919)
- Tenente Tan Hong Tay (1913-1926)
- Tenente Tan Tjoen Lien (1914-1919)
- Tenente Tan Hong Yoe( 1925-1934)
- Tenente Tjan Soen Hay (1926-1934)

## Capitães China no resto da Indonésia

### Chefes dos chineses ou bandung
- Tenente Oei Boen Hoen
- Tenente Tan Haij Liong
- Capitão Tan Joen Liong

### Chefes dos chineses ou Batang
- Capitão Souw Ban An

### Chefes de chinês ou manado
- Capitão The Tjien Tjo
- Capitão Sie Sieuw
- Capitão Ong Tjeng Hie
- Capitão Lie Tjeng Lok
- Capitão Tan Tjin Bie
- Capitão Oei Pek Jong
- Capitão Tjia Pak Liem
- Capitão Lie Goan Oan
- Capitão Tjia Goan Tjong
- Tenente Que Ing Hie
- Tenente Ong Bondjie
- Tenente Tan Bian Loe
- Tenente Tjoa Jaoe Hoei
- Tenente Pauw Djoe

### Tenentes ou Gorontalo
- Tenente Liem Peng Boen (林炳文)
- Tenente Liem Kiem Thae (林金逮)
- Tenente Ong Teng Hoen

### Chefes dos chineses ou Medan
- 1890-1911 Major Tjong Jong Hian (张爵干)
- 1911-1921 Major Tjong A Fie (张耀轩)
- 1921-1944 Major Oen Gan The (溫颜鄭)

### Chefes dos chineses ou Surabaya
- 1700s - 1778: Kapitein Han Bwee Kong
- 1778 - 1827: Major Han Chan Piet
- 1888 - 1894: Major The Toan Tjiak
- 1894 - 1900s: Major Tie Ing Tjay
- 1904 - 1906: Major Tan Sing Tian (陳成典)
- 1907 - 1913: Major The Toan Ing
- 1914 - 1924: Major Han Tjiong Khing

## Capitães China da Malásia

### Capitão de Sarawak
- Capitão China Ong Tiang Swee OBE

### Capitães de Kuala Lumpur
- 1858–1861: Hew Siew(丘秀)
- 1862–1868: Liu Ngim Kong(刘壬光)
- 1868–1885: Yap Ah Loy(叶亚来)
- 1885–1889: Yap Ah Shak(叶致英)
- 1889–1902: Yap Kwan Seng(叶观盛)

### Capitães de Johor / Major China de Johor
- 1845–1857: Tan Kee Soon (Capitão de Tebrau) [ligação inativa]
- 1859–1869: Tan Cheng Hung (Capitão de Tebrau) [ligação inativa]
- 1869–18xx: Seah Tee Heng (Capitão de Sekudai)
- 1870–1875: Tan Hiok Nee (Major China)
- 1xxx–1xxx: Lim Ah Siang
- 1xxx–1917: Lin Jin He

### Capitães de Kuala Terengganu
- 1736–1820 Teo Tioh Eng
- 1782–17xx Kow Geok Seng
- 1798–1847 Lim Eng Huat
- 1810–18xx Kow Teck Lee
- 18xx–18xx Low Kian Tee
- 18xx–1899 Wee Teck Siew
- 1xxx–19xx Kow Swee Leng

### Capitães de Malaca
- 1572–1617 Tay Hong Yong @ Tay Kie Ki (鄭甲）
- 1614–1688 Li Wei King @ Li Koon Chang (李為經）
- 1662–1708 Lee Chiang Hou @ Lee Chong Kian
- 1643–1718 Chan Ki Lock @ Chan Lak Kua
- 1725–1765 Chan Hian Kway @ Chan Kwang Hwee
- 1703–1784 Tan Seng Yong
- 1748–1794 Tan Ki Hou @ Tan Siang Lian
- 1750–1802 Chua Su Cheong @ Chua Tok Ping
- 1771–1882 Chan Yew Liang @ Chan Keng Sin

### Capitães de Penang
- 1787–1826 Capitão China Koh Lay Huan (辜禮歡)
- 1894–1908 Cheah Ching Hui (謝清輝）
- 1908–1918 Cheah Yong Chong (謝榮宗）

### Capitães de Perak
- 1830–18xx Tan Ah Hun (陳亞漢）
- 1875–1900 Chung Keng Quee (鄭景貴）
- 1875–1899 Chin Ah Yam @ Chin Seng Yam (陳亞炎)
- 1886–1906 Khaw Boo Aun @ Khaw Ewe Kuang (許武安）
- 1930–1935 Chung Thye Phin (鄭大平)

## Capiães China em Singapura

### Capitães China de Singapura
- Capitão Choa Chong Long
- Capitão Tan Tock Seng (acting Kapitan)
- Capitão Tan Kim Ching

### Outros capitães em Singapura
- Major China Tan Hiok Nee
- Major de Chinezen Oei Tiong Ham

## Outros capitães
- Capitão Lay Soen Hie,
- Tan Ah Hun[3][4][5][6][7][8][9][10][11][12][13][14]
- Shing Kap[15][16]
- Choa Mah Soo[17][18][19]
- Chua Su Cheong [20]
- Chan Yungqua[21]
- Ah Poh
- Seah Tye  Heng[22]
- Lieu Chin-Fu[23]
- Tan How Seng[24]
- Li Kap ou Li Kup [25][26]
- Wee Sin Hee[27]
- Tin Kap [28][29][30][31][32][33]
- Baba Seng[34]
- Chan Ki Lock[35]
- Khaw Boo Aun[36]
- Dato' Chua Tuah Soon (chinês: 蔡大孫, pinyin: Cài Dà Sūn)
- WEE[37]
- OEY[38]
- KOH[39]
- OEI[40]
- LEE[41]
- ONG[42]
- PANG
- Tjoe Ten-Hien
- Tam Yong [43]
- Phang Tjong-Tjoen
- Lee Sam[44]
- LIEM[45]
- KHOO Cheow Teong[46]
- Khoe Hock Cho
- Hho Tsai Thoan
- Kwee-Aan-Kie
- WEE[47][48]
- KO, Kim Yeo[49]
- WEE, Boon Teng [50]
- Go Hong Soen